# Radioteleskop

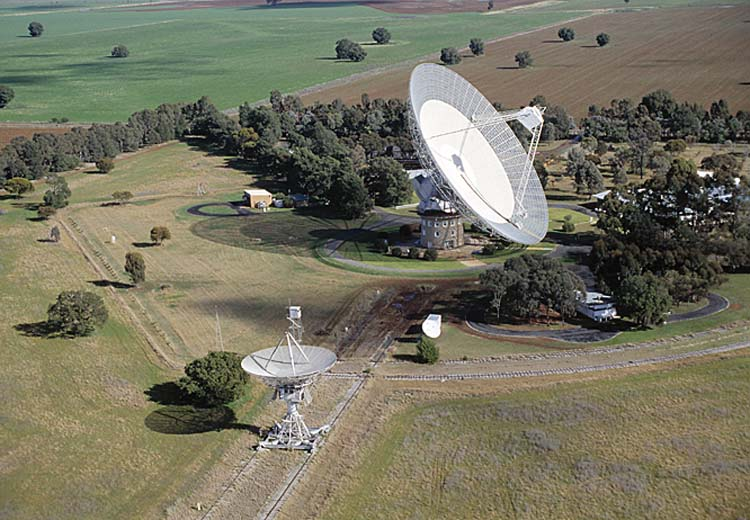
Radioteleskopet vid Parkes Observatory i Australien

Ett radioteleskop är en form av riktningsbar radioantenn som främst används inom radioastronomi för att bland annat fånga upp radiovågor från himlakroppar och från övriga världsrymden, men också för att samla in data från satelliter och rymdsonder. 

## Utformning och funktion
Inom astronomin skiljer sig radioteleskopens roll från traditionella optiska teleskop i att de kan fånga upp radiokällor i det elektromagnetiska spektret. Radioteleskop består i princip av tre huvuddelar: antenn, förstärkare och databehandlingsutrustning. De har typiskt parabolliknande antenner som används antingen var för sig eller i en seriekoppling. Själva antennanläggningen blir i regel mer skrymmande än ett optiskt teleskop för motsvarande uppgifter, detta därför att upplösningsförmåga och riktverkan direkt beror på förhållandet mellan teleskopets öppningsdimensioner och våglängden hos den undersökta strålningen.
I många radioteleskop är våglängden mer eller mindre fixerad, så att instrumentet endast tillåter observationer inom ett mycket snävt intervall. Eftersom radiovågorna inte hejdas av moln i atmosfären och radioteleskopen är okänsliga för ljus kan man utföra radioastronomiska observationer oberoende av vädret och vid alla tider på dygnet.

## Placering
Observatorier för radioteleskop är företrädesvis långt belägna från större städer för att undvika elektromagnetisk kompatibilitet (EMI) från radio, TV, radar och andra EMI-enheter. Av liknande anledning placear man således optiska teleskop företrädesvis långt från ljusstarka städer och liknande för att undvika ljusföroreningar, med skillnaden att radioteleskop ofta placeras i dalar för att ytterligare skydda dem mot EMI-strålning.

## Radioteleskopets historia
Det första radioteleskopet som användes för att identifiera radiokällor från världsrymden uppfördes 1931 och byggdes av den amerikanske forskaren och ingenjören Karl Guthe Jansky som arbetade vid Bell Labs. Jansky fick uppdraget att identifiera radiobrus som kunde störa ut radiotelefontjänster. Janskys radioteleskop var seriekopplade elektriska dipoler och reflektorer utformat för att ta emot korta radiosignaler på en frekvens av 20,5 MHz (våglängd ca 14,6 meter). Teleskopet hade en diameter på ca 30 meter, var ca 6 meter högt och var fastmonterat på ett vridbord, vilket gjorde det möjligt att rotera det i alla riktningar. Vridbordet kom senare att gå under namnet "Jansky's merry-go-round".
Under radioastronomins begynnelseskede i mitten och slutet av 1940-talet utgjordes många teleskop av kasserat radarmaterial som nödtorftigt anpassats för sina nya ändamål.